# Colobosaura
Colobosaura – rodzaj jaszczurek z rodziny okularkowatych (Gymnophthalmidae).

## Zasięg występowania
Rodzaj obejmuje gatunki występujące w Brazylii i Paragwaju. 

## Systematyka

### Etymologia
- Perodactylus: gr. πηρος pēros „ułomny, kaleki”[5]; δακτυλος daktulos „palec”[6].
- Colobosaura: gr. κολοβος kolobos „okaleczony, pozbawiony czegoś”[7]; σαυρος sauros „jaszczurka”[8]. Nowa nazwa dla Perodactylus.

### Podział systematyczny
Do rodzaju należą następujące gatunki: 
- Colobosaura kraepelini (Werner, 1910)
- Colobosaura modesta (Reinhardt & Lütken, 1862)